# 短背筋
短背筋（たんはいきん、英語: short dorsal muscles）は、棘背筋のうち、短筋である筋肉の総称。

## 短背筋に属する筋
- 棘間筋 (musculi interspinales)
- 横突間筋 (musculi intertransversarii)
- 後頭下筋 (musculi suboccipitales)